# Сіома-Нгвезі (національний парк)
Національний парк Сіома Нґвезі — це парк площею 5000 км2 у південно-західній частині Замбії. Він нерозвинений і рідко відвідуваний, не має доріг і знаходиться поза звичайними туристичними маршрутами, але це може змінитися в майбутньому.

## Опис
Як і більшість національних парків Замбії, він не огороджений, що дозволяє тваринам вільно пересуватися, і оточений буферними зонами, де регулюється полювання, які називаються зонами управління дичиною (GMA). GMA у Західному Замбезі, що прилягає до парку, є найбільшим у країні та займає 35 000 км2. 
Парк Сіома займає частину великої рівнини, що лежить між Замбезі, річкою Куандо (верхня течія річки Чобе) і смугою Капріві, що називається рівниною Сілована. Колись вони були частиною пустелі Калахарі й були вкриті піщаними дюнами, які й досі присутні у вигляді пологих хвилястих пагорбів і піщаного ґрунту. Хоча зараз клімат вологіший, постійні річки не течуть по рівнинах, а лише кілька сезонних. В сезон дощів, в западинах між дюнами, утворюються тисячі невеликих лагун, як правило, пару сотень метрів у діаметрі. Уздовж великих річок, що оточують парк, розташовані замбезійські затоплені луки.

## Тваринний світ
Парк і навколишній GMA утворюють важливу ланку в міграційному шляху слонів і антилоп гну з прилеглих національних парків Ботсвани та Намібії. Попри браконьєрство, парк запропонував кращий притулок для слонів, які мігрували з Анголи, рятуючись від браконьєрства та незаконного полювання, що були поширені під час та після громадянської війни. 
У парку мешкає понад 3000 саванних слонів, а також чалі антилопи, шаблерогі антилопи, пуку, імпали, зебра Гранта та куду. Також присутні кілька видів, що перебувають під загрозою зникнення, включаючи капського дикого собаку та південноафриканського гепарда.
З 2005 року заповідна територія вважається заповідником левів.

## Туризм
У парку немає жодних зручностей, крім кемпінгів, і немає доріг, лише траси, які вимагають повнопривідних транспортних засобів навіть у сухий сезон, коли машини можуть загрузнути в піску. У 2007 році кілька туроператорів проводили сафарі в парк. Відповідно до планів уряду Замбії відкрити парк для приватного управління та забезпечити кращий захист дикої природи. Близькість до Анголи, Намібії та Ботсвани робить його придатним для ініціатив з розвитку транскордонних парків. 